# جون بيلجر
جون ريتشارد بيلجر (بالإنجليزية: John Pilger) هو صحفي أسترالي مقيم في لندن.
منذ السنوات الأولى لعمله مراسل حرب في فيتنام، كان بيلجر ناقدًا قويًا للسياسة الأمريكية والبريطانية الخارجية، والتي اعتبرها مدفوعة من البرنامج الإمبريالي. وقد انتقد بيلجر أيضًا معاملة بلده الأصلي للأستراليين الأصليين وممارسات وسائل الإعلام الرئيسة. وفي وسائل إعلام المملكة المتحدة المطبوعة، ربطته علاقة طويلة الأمد مع صحيفة ديلي ميرور، كما كان يكتب عمودًا نصف شهري في مجلة «نيو ستيتسمان».
فاز بيلجر مرتين بجائزة الصحفي البريطاني للعام، وحصلت أفلامه الوثائقية التي عُرِضت دوليًا على جوائز في بريطانيا ومختلف أنحاء العالم، وتلقى كذلك العديد من درجات الدكتوراه الفخرية.

## الوفاة
توفي جون بيلجر في 30 ديسمبر 2023 في لندن عن أربعةٍ وثمانين سنة.

## وصلات خارجية
- جون بيلجر على موقع IMDb (الإنجليزية)
- جون بيلجر على موقع ألو سيني (الفرنسية)
- جون بيلجر على موقع ميوزك برينز (الإنجليزية)
- جون بيلجر على موقع أول موفي (الإنجليزية)
- جون بيلجر على موقع ديسكوغز (الإنجليزية)
- جون بيلجر على موقع قاعدة بيانات الفيلم (الإنجليزية)
- جون بيلجر على موقع كينوبويسك (الروسية)